# Уютненское сельское поселение (Ростовская область)
Уютненское сельское поселение — муниципальное образование в Пролетарском районе Ростовской области.
Административный центр поселения — хутор Уютный.

## Административное устройство
В состав Уютненского сельского поселения входит 1 населённый пункт:
- хутор Уютный.

## Население
| 2010  | 2012  | 2013  | 2014  | 2015  | 2016  | 2017  |
| ----- | ----- | ----- | ----- | ----- | ----- | ----- |
| 1418  | ↘1371 | ↘1362 | →1362 | ↘1347 | ↘1340 | ↘1338 |
| 2018  | 2019  | 2020  | 2021  |       |       |       |
| ↘1336 | ↘1321 | ↘1310 | ↘1309 |       |       |       |